# 西村佐兵衛

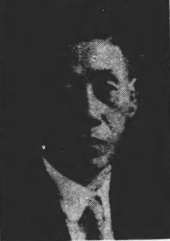
西村佐兵衛

西村 佐兵衛（にしむら さへい、1882年（明治15年）1月15日 - 1963年（昭和38年）10月12日）は、日本の政治家（兵庫県城崎郡城崎町長）、実業家（西村屋会長）。 

## 人物
兵庫県城崎郡城崎町（現豊岡市）出身。東京専門学校（現早稲田大学）に学び、中途にて退学し家業の温泉旅館を経営する。地方有力者として各種の業務に関係する。1924年、町長に選任され震災後の城崎温泉復興に尽力。
1912年、早稲田大学推薦校友。宗教は日蓮宗。住所は兵庫県城崎郡城崎町。著書に『山陰空のあゆみ』、『日本海制空小史』、『建武中興と隠岐』などがある。

## 家族・親族
西村家
- 妻・秀子（1895年 - ?）[4]
- 二男、三男、四男、長女[4]